# Lauri Aaltonen
Lauri Antti Aaltonen, född 3 december 1963 i Esbo, är en finländsk läkare.
Aaltonen blev medicine och kirurgie doktor 1994 och utnämndes 2007 till professor i tumörgenomik vid Helsingfors universitet. Han har varit akademiprofessor vid Finlands Akademi i två omgångar, åren 2002–2007 samt sedan 2007. År 2006 erhöll han Matti Äyräpää-priset. Sedan 1975 är han ledamot av Finska Vetenskapsakademien.
Aaltonens forskningsområde är de genetiska mekanismerna vid cancer, speciellt tjocktarmscancer. Han har identifierat nya gener och i dem påvisat defekter som orsakar onormal celltillväxt. Den av honom ledda forskningsgruppen studerar också ärftlig njurcancer.